# Australolinyphia
Australolinyphia Wunderlich, 1976 è un genere di ragni appartenente alla famiglia Linyphiidae.

## Distribuzione
L'unica specie oggi nota di questo genere è stata rinvenuta nell'Australia: è un endemismo del Queensland.

## Tassonomia
Dal 1993 non sono stati esaminati esemplari di questo genere
A giugno 2012, si compone di una specie:
- Australolinyphia remota Wunderlich, 1976[3] — Queensland